# Hemithrinax
Genre
Classification phylogénétique
Espèces de rang inférieur
- Hemithrinax compacta
- Hemithrinax ekmaniana
- Hemithrinax rivularis

Hemithrinax est un genre de plantes à fleurs de la famille des Arecaceae (les palmiers), comprenant des espèces endémiques de l'est de l'île de Cuba.

## Liste des espèces
Selon World Checklist of Selected Plant Families (WCSP) (6 juin 2016) :
- Hemithrinax compacta (Griseb. & H.Wendl.) M.Gómez, Noc. Bot. Sist.: 51 (1893).
- Hemithrinax ekmaniana Burret, Kongl. Svenska Vetensk. Acad. Handl., ser. 3, 6(7): 9 (1929).
- Hemithrinax rivularis León, Mem. Soc. Cub. Hist. Nat. Felipe Poey 15: 380 (1941).

## Classification
- Famille des Arecaceae
  - Sous-famille des Coryphoideae
    - Tribu des Cryosophileae [2]

Le genre partage cette tribu avec 10 autres genres qui sont :

Schippia, Trithrinax, Sabinaria, Itaya, Chelyocarpus, Cryosophila, Thrinax, Leucothrinax, Zombia et Coccothrinax.